# Station Kołbiel
Station Kołbiel is een spoorwegstation in de Poolse plaats Kołbiel.